# Kosmonautai

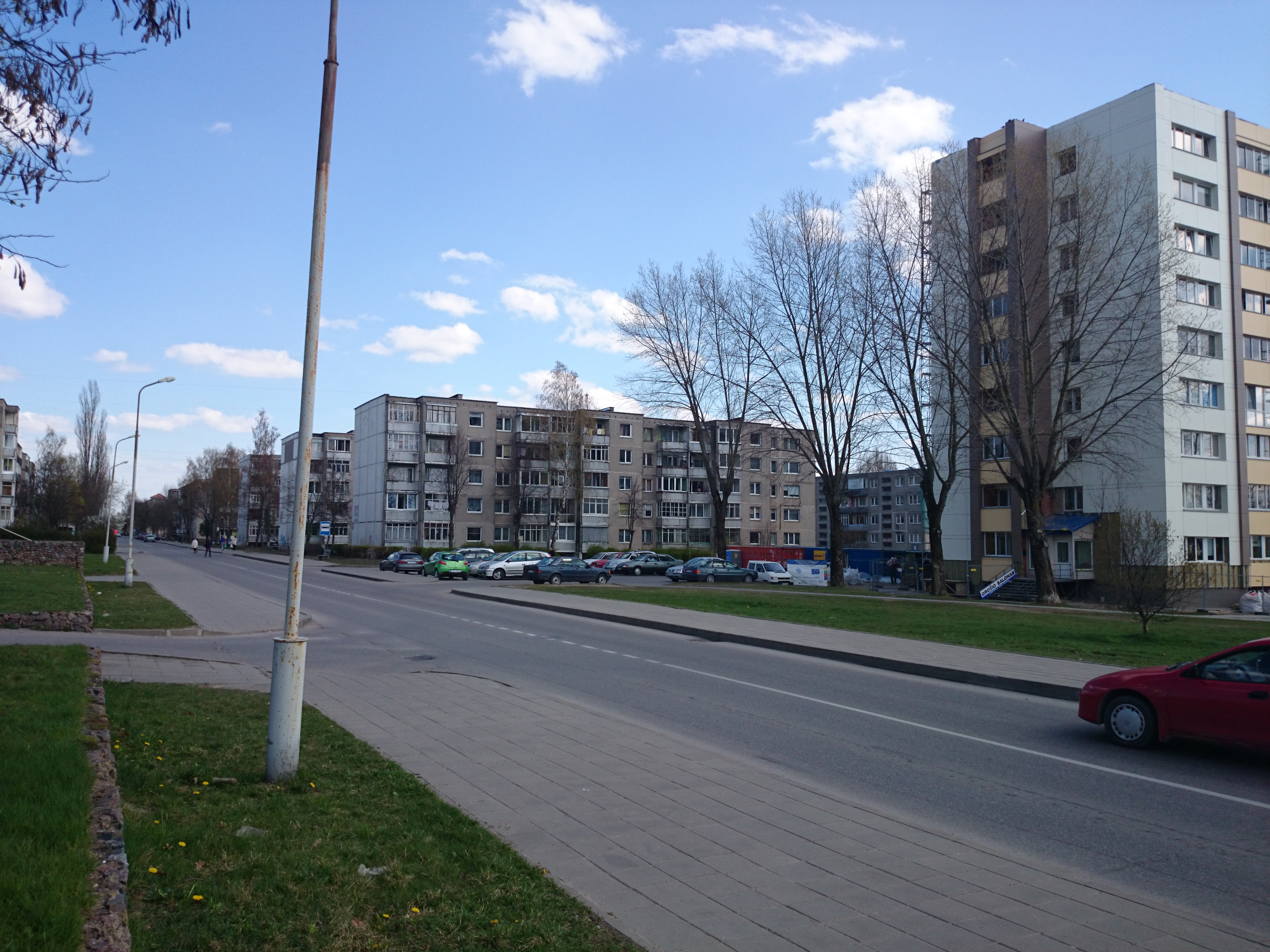
Kosmonauten-Straße

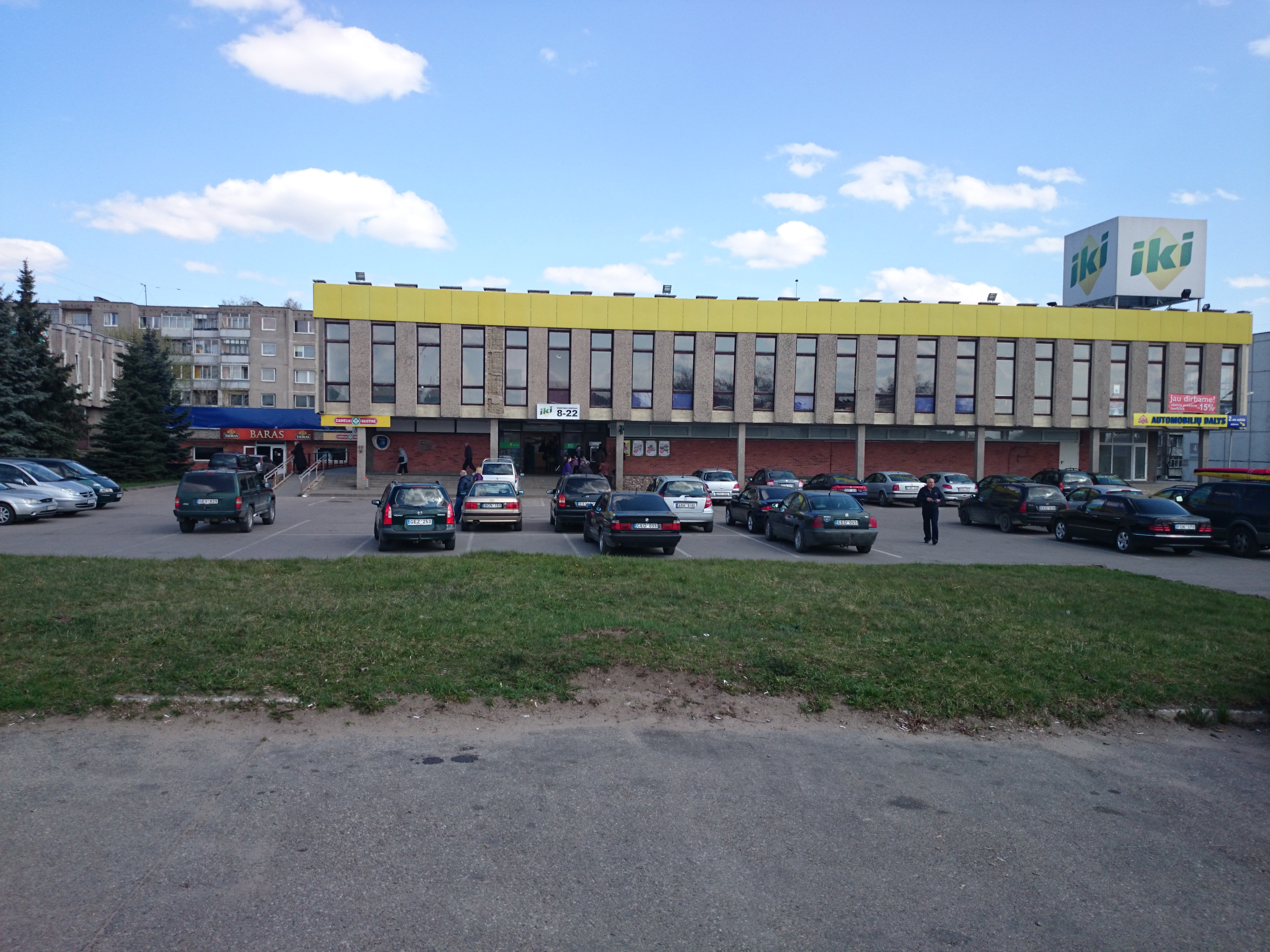
Ehemaliges Handelszentrum „Banga“, jetzt IKI

Kosmonautai ist ein Stadtteil von Jonava in der Rajongemeinde Jonava, im Bezirk Kaunas (in Litauen), ein Wohnviertel beiderseits der Kosmonauten-Straße (Kosmonautų gatvė). Kosmonautai befindet sich zwischen dem Stadtzentrum und Lietava. Der Saulutės-Wahlbezirk Nr. 7 (Saulutės rinkimų apylinkė Nr. 7) hat 1618 Wahlberechtigte (2012).

## „Achema“-Bildungszentrum
Das „Achemos“-Bildungszentrum (lit. UAB „Achemos“ mokymo centras) ist eine Bildungseinrichtung vom litauischen Chemiebetrieb AB Achema. Es bietet 90 Bildungsprogramme (Berufsbildung, ICDL-Tests, Seminare im Arbeitsrecht und Finanzen u. a.). Leiterin ist Alvyda Misiūnienė.
Daneben gibt es die „Achemos“-Schule der zusätzlichen Bildung für Schüler Jonavas nach 8 Klassen mit dem Notendurchschnitt von 7,8 Punkten und mehr. Jedes Jahr werden 30 Schüler der 9. Klasse neu aufgenommen. Hier unterrichten die Praktiker und Hochschullehrer der Technischen Universität Kaunas und Vytautas-Magnus-Universität Kaunas Kommunikation, Fremdsprachen, Psychologie, Philosophie, Informatik, Recht und angewandte Ökonomie (nach Junior Achievement). Man lernt drei Jahre 3–4 Mal pro Woche am Nachmittag und samstags. Am Ende werden Zertifikate ausgehändigt.

## Kinderkrippe-Kindergarten
1973 wurde der „Saulutės“-Kinderkrippe-Kindergarten gegründet. Hier arbeiten 47 Mitarbeiter, darunter 19 Gruppenerzieherinnen, Kunstbildungslehrerin, Logopädin, Gesundheitsspezialistin. Es gibt 12 Kindergruppen: 2 des frühen Alters (Frühpädagogik), 2 der frühen Bildung und 8 der Vorschulpädagogik. Insgesamt gibt es 250 Kinder.